# ФіннПа
Фіннайрін Паллоліят, більш відомий як ФіннПа (фін. Finnairin Palloilijat) — колишній фінський футбольний клуб з Гельсінкі, що існував у 1965—1998 роках.

## Досягнення
- Вейккаусліга
  - Бронзовий призер (1): 1997
- Перша ліга
  - Срібний призер (2): 1991, 1992.